# آنستزیا
مجله بیهوشی، مجله رسمی انجمن بیهوشی بریتانیا و ایرلند است که به صورت ماهانه تحقیقات در مورد بیهوشی را منتشر می‌کند.

طبق گزارش استنادی مجلات، ضریب تأثیر این مجله در سال ۲۰۱۲ میزان ۳٫۴۸۶ بوده و در بین ۲۹ مجله بیهوشی رتبه چهارم را داراست.